# Thraupis
Thraupis är ett släkte i familjen tangaror inom ordningen tättingar. Släktet omfattar här sju arter som förekommer i Latinamerika från östra Mexiko till Bolivia och norra Argentina:
- Blågrå tangara (T. episcopus)
- Sayacatangara (T. sayaca)
- Blågrön tangara (T. glaucocolpa)
- Blåskuldrad tangara (T. cyanoptera)
- Epålettangara (T. ornata)
- Gulvingad tangara (T. abbas)
- Palmtangara (T. palmarum)

Två arter som tidigare placerades i släktet har brutits ut efter DNA-studier. Arten med det nuvarande namnet blåhuvad bergtangara är närmast släkt med svarthuvad bergtangara (Buthraupis montana) och lyfts numera till det egna släktet Sporathraupis, medan blågul tangara står nära ockrabukig tangara (Pipraeidea melanonota).